# 페르세우스자리 A
페르세우스자리 A (또는, NGC 1275, 콜드웰 24)는 페르세우스자리 방향으로 약 2억 3,700만 광년 떨어져 있는 중간형 세이퍼트 은하이다. NGC 1275는 전파원 페르세우스자리 A에 해당하며, 페르세우스자리 은하단의 중심부 근처에 위치해 있다.

## 분류

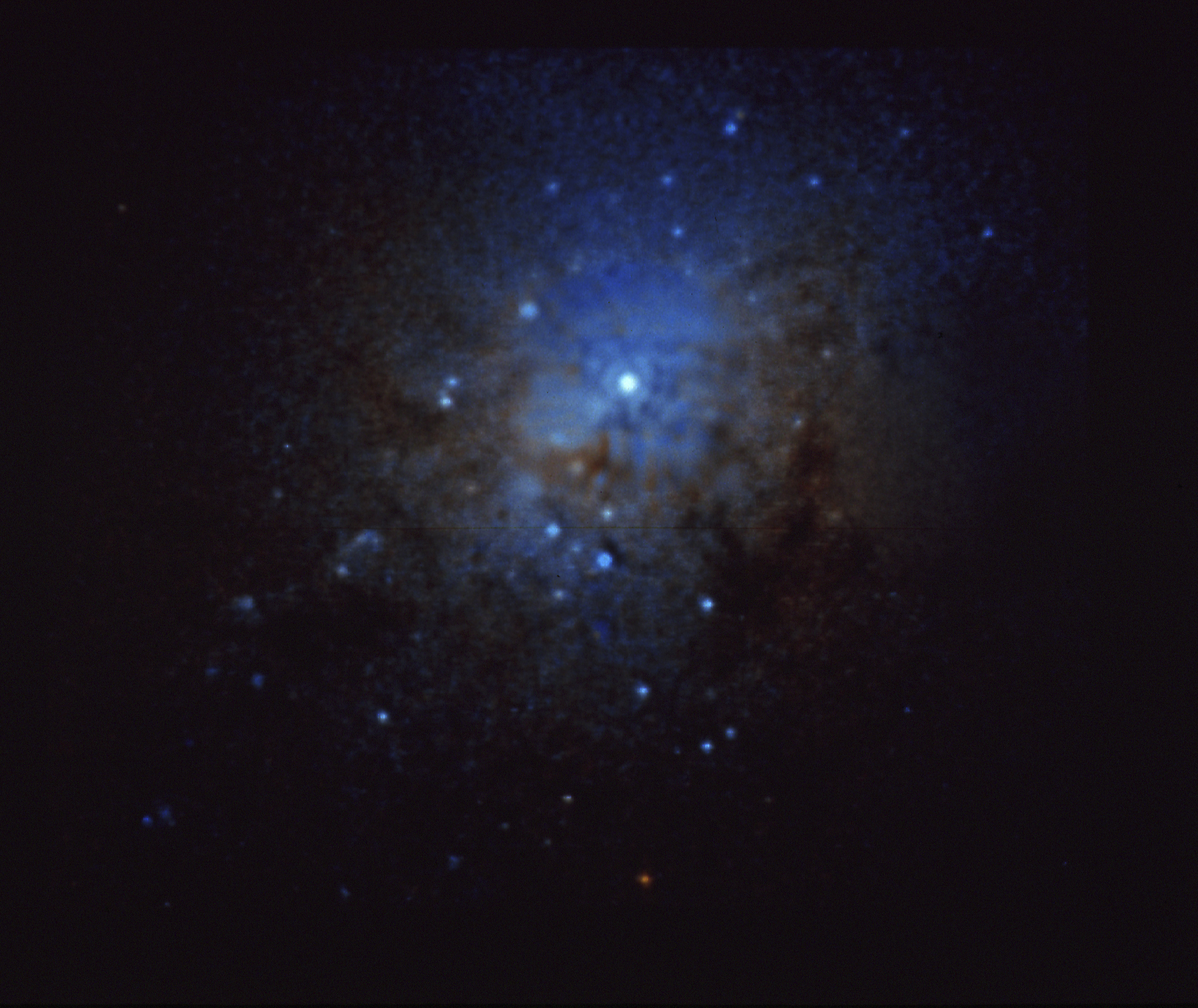
허블 우주 망원경의 NGC 1275 중심부 사진.

NGC 1275는 두 개의 은하로 이루어져 있는데, 페르세우스자리 은하단 중심의 cD형 은하와, 그 앞에 위치한 소위 "초고속 별"(high velocity system, HVS)라 불리는 것이 그것이다. HVS는 cD 은하의 방향으로 3,000 km/s로 움직이고 있으며, 페르세우스자리 은하단과 합쳐지고 있는 것으로 추정된다. 또 HVS는 cD 은하로부터 20만 광년 떨어져 있기 때문에 그 은하에 영향을 미치지 않고 있다. 그러나 HVS는 조석 상호 작용으로 인해 파괴되고 있으며 HVS와 페르세우스자리 은하단의 은하단 내부 매질과의 조석 상호 작용으로 인해 발생한 램압력 분해로 인해 분해되고 있을 뿐만 아니라, 그 내부에서 대 규모의 별의 형성이 일어나고 있다.

## 팔라멘트
은하단 중심 은하(cD 은하)는 그물 구조의 방출선을 방출하는 필라멘트들을 포함하고 있다. 이들은 중심의 활동 은하핵에 의해 발생한 상대론적 플라스마의 거품의 팽창으로 바깥 방향으로 밀려나가고 있는 것으로 보인다. 기다란 기체 필라멘트는 은하의 바깥, 즉 은하단을 가득 채운 수 백만 도의 X-선 방출 기체 쪽으로 뻗어 나온 기체가 실 구조를 이룬 것이다. 보통 필라멘트 한 가닥에 포함된 기체의 양은 대략 태양의 질량의 약 100만 배에 해당한다. 폭이 고작 약 200 광년 밖에 되지 않는 이것들은 종종 매우 길게 뻗어 있는데, 그 길이가 최대 20,000 광년에 이른다.
참고로, 필라멘트의 존재는 한 가지 문제점을 안고 있는데, 이들이 주변의 은하 간 구름보다 더욱 차갑기 때문에 어떻게 이들이 그렇게 오랜 시간 동안 존재할 수 있는지 또는 이들이 왜 가열되어 소멸하거나 붕괴하여 별이 되지 않는지 불명확하다. 한가지 가능성은 약한 자기장(지구 자기장의 약 만 분의 1배)이 서로를 유지할 수 있을 만큼 필라멘트 안의 이온에 충분한 힘을 가하고 있다는 것이다.

## 거대 분자운
NGC 1275는 130억 태양 질량의 분자운을 포함하고 있다. 이것은 페르세우스자리 은하단의 중심으로 떨어지고 있는 은하단 내부 매질의 냉각류로 보이는데, 활동 은하핵의 먹이가 되거나 어마어마한 수준의 별 형성의 재료가 되고 있다.

## 중심부
NGC 1275의 중심에는 태양보다 3억 4,000만 배 무거운 초대질량 블랙홀이 존재하는 것으로 여겨진다.

## 갤러리

다양한 파장대에서 촬영하고 합성한 페르세우스자리 A 은하
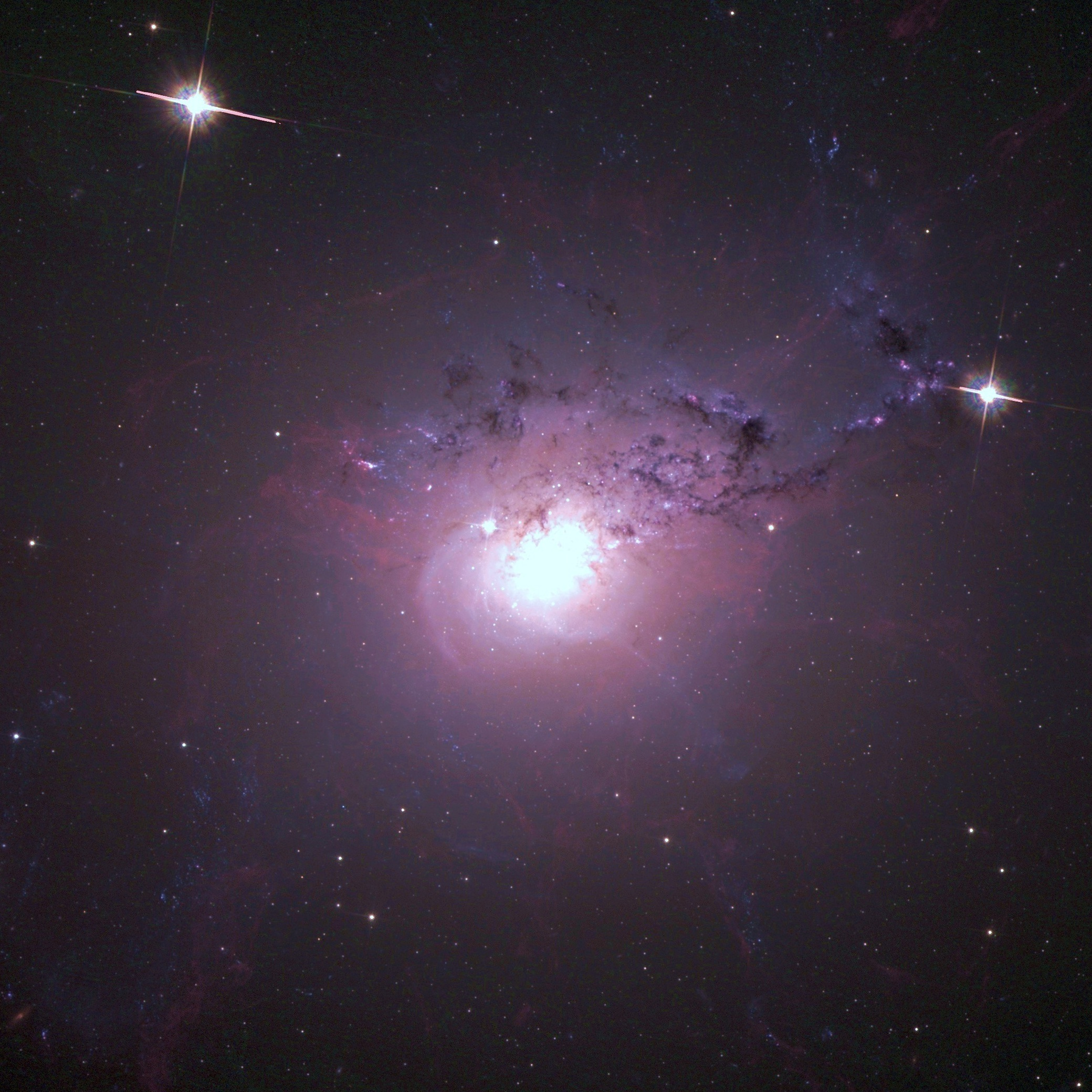
허블 우주 망원경으로 페르세우스자리 A 은하를 시야각 1.73′로 좁혀 봤을 때